# Patricio Peralta
Patricio Gonzalo Peralta Espinoza (Talcahuano, Chile, 13 de agosto de 1985) es un exfutbolista chileno que jugaba de defensor. 
Actualmente se desempeña como asistente técnico de Damián Muñoz en San Luis de Quillota de la Primera División B de Chile.

## Clubes
| Club                  | País  | Año       |
| --------------------- | ----- | --------- |
| Huachipato            | Chile | 2002-2007 |
| Coquimbo Unido        | Chile | 2008-2009 |
| Deportes Puerto Montt | Chile | 2010      |
| Naval                 | Chile | 2011      |
| Unión Temuco          | Chile | 2012      |
| Coquimbo Unido        | Chile | 2013-2014 |
| Lota Schwager         | Chile | 2014-2015 |

- Datos: Q7145974